# Gzowice (gmina)
Gzowice (od 1973 Jedlnia-Letnisko) – dawna gmina wiejska istniejąca do 1954 roku w woj. kieleckim. Siedzibą władz gminy były Gzowice, następnie Jedlnia Letnisko (początkowo jako Letnisko Jedlnia). 
Gminę zbiorową Gzowice utworzono 13 stycznia 1867 w związku z reformą administracyjną Królestwa Polskiego. Gmina weszła w skład nowego powiatu radomskiego w guberni radomskiej i liczyła 2319 mieszkańców.
W okresie międzywojennym gmina Gzowice należała do powiatu radomskiego w woj. kieleckim. Po wojnie gmina zachowała przynależność administracyjną. Według stanu z dnia 1 lipca 1952 roku gmina składała się z 17 gromad: Antoniówka, Cudnów, Czarna Bełczączka, Czarna-Stary Dwór, Czarna-Wielki Młyn, Groszowice, Gzowice, Gzowice kol., Huta Piotrowska, Jedlnia Letnisko, Lasowice, Maryno, Myśliszewice, Piotrowice, Słupica, Tadeuszów i Wincentów.
Jednostka została zniesiona 29 września 1954 roku wraz z reformą wprowadzającą gromady w miejsce gmin. Po reaktywowaniu gmin z dniem 1 stycznia 1973 roku gminy Gzowice nie przywrócono, utworzono natomiast jej terytorialny odpowiednik, gminę Jedlnia-Letnisko w tymże powiecie i województwie.